# Andrew MacWilliam
Andrew MacWilliam, född 25 mars 1990, är en kanadensisk professionell ishockeyspelare som tillhör NHL-organisationen Winnipeg Jets och spelar för deras primära samarbetspartner Manitoba Moose i American Hockey League (AHL). Han har tidigare spelat på NHL-nivå för Toronto Maple Leafs och på lägre nivåer för Toronto Marlies i AHL och North Dakota Fighting Sioux/Varsity Athletics (University of North Dakota) i National Collegiate Athletic Association (NCAA).
MacWilliam draftades i sjunde rundan i 2008 års draft av Toronto Maple Leafs som 188:e spelare totalt.

## Statistik
| 2005–2006   | Calgary Royals                 | AMHL        | 4   | 0 | 1  | 1  | 2   | —  | — | — | — | —  |
| 2006–2007   | Calgary Royals                 | AMHL        | 35  | 5 | 13 | 18 | 125 | —  | — | — | — | —  |
|             | Camrose Kodiaks                | AJHL        | 2   | 0 | 0  | 0  | 0   | 1  | 0 | 0 | 0 | 0  |
| 2007–2008   | Camrose Kodiaks                | AJHL        | 54  | 0 | 13 | 13 | 130 | —  | — | — | — | —  |
| 2008–2009   | Camrose Kodiaks                | AJHL        | 57  | 8 | 21 | 29 | 220 | —  | — | — | — | —  |
| 2009–2010   | North Dakota Fighting Sioux    | NCAA        | 43  | 0 | 3  | 3  | 87  | —  | — | — | — | —  |
| 2010–2011   | North Dakota Fighting Sioux    | NCAA        | 37  | 0 | 8  | 8  | 49  | —  | — | — | — | —  |
| 2011–2012   | North Dakota Fighting Sioux    | NCAA        | 42  | 2 | 5  | 7  | 75  | —  | — | — | — | —  |
| 2012–2013   | North Dakota Varsity Athletics | NCAA        | 41  | 2 | 11 | 13 | 116 | —  | — | — | — | —  |
|             | Toronto Marlies                | AHL         | 2   | 0 | 0  | 0  | 0   | —  | — | — | — | —  |
| 2013–2014   | Toronto Marlies                | AHL         | 57  | 0 | 9  | 9  | 96  | 9  | 0 | 1 | 1 | 8  |
| 2014–2015   | Toronto Maple Leafs            | NHL         | 12  | 0 | 2  | 2  | 12  | —  | — | — | — | —  |
|             | Toronto Marlies                | AHL         | 58  | 3 | 4  | 7  | 47  | 4  | 0 | 1 | 1 | 6  |
| NHL totalt  | NHL totalt                     | NHL totalt  | 12  | 0 | 2  | 2  | 12  | —  | — | — | — | —  |
| AHL totalt  | AHL totalt                     | AHL totalt  | 117 | 3 | 13 | 16 | 143 | 13 | 0 | 2 | 2 | 14 |
| NCAA totalt | NCAA totalt                    | NCAA totalt | 163 | 4 | 27 | 31 | 327 | —  | — | — | — | —  |